# Dente per dente
Dente per dente è un film del 1943 del regista Marco Elter, tratto dall'opera Misura per misura di  William Shakespeare.

## Trama
Milano, XVI secolo. Il duca Vincenzo, in procinto di partire per un lungo viaggio, affida il governo della città ad un cugino, sino a quel momento considerato da tutti un uomo integerrimo e di profondissima morale, nonché rispettoso della legge. Ma si rivela ben presto un uomo assetato di potere: trama per spodestare il vero Duca e gli insidia la fidanzata. Per far sì che la ragazza ceda ai suoi desideri ne fa imprigionare il fratello e minaccia di accusarlo di congiura e condannarlo a morte. Il duca Vincenzo riappare appena in tempo per sventare la trama malvagia, punire il perfido cugino, salvare il suo futuro cognato e – naturalmente – convolare a giuste nozze.

## Produzione
Il film fu organizzato e girato alla Fert di Torino.
Nelly Corradi, che ha il ruolo di Marianna, è la moglie del regista Marco Elter.

## Distribuzione
Il film venne distribuito nelle sale cinematografiche italiane il 3 febbraio del 1943.

## Critica
(Francesco Gàllari, Film n.30, 24 luglio 1943)